# Élection gouvernorale de 2022 dans l'État de l'Alagoas
Une élection gouvernorale a lieu le 2 octobre 2022 dans l'État de l'Alagoas au Brésil, afin d'élire le gouverneur de l'État pour un mandat de 4 ans. Cette élection a lieu en même temps que l'élection présidentielle et les élections parlementaires. 
Le gouverneur sortant, Paulo Dantas (MDB) arrive en tête au premier tour avec 46,64% des suffrages, sans pour autant obtenir la majorité absolue. Un second tour est donc organisé le 30 octobre, lors duquel il affrontera Rodrigo Cunha (UNIÃO) arrivé en deuxième position avec 26,79% des suffrages. Le sénateur et ancien président Fernando Collor (PTB), soutien de l'actuel président, Jair Bolsonaro, est lui éliminé, étant arrivé à la troisième place avec 14,71% des voix. Cet échec marque la fin de sa carrière politique.